# Маджотто, Франческо
Франческо Маджотто (итал. Francesco Maggiotto, Francesco Fedeli detto il Maggiotto; 1738, Венеция — 13 сентября 1805, там же) — итальянский живописец и гравёр неоклассического направления.

## Биография и художественное творчество
Настоящее имя художника Франческо Федели. Прозвание Маджотто (il Maggiotto) означает «Большой, Старший» или «Майский», Франческо разделял это прозвание со своим отцом Доменико Федели, также художником. Первое время Франческо работал в том же стиле, что и отец. Учился у Микеланджело Морлайтера. На его творчество также повлияли Джованни Баттиста Пьяццетта, Джованни Баттиста Тьеполо и Франческо Дзуккарелли. Он также подражал Пьетро Лонги, его картинам бытового жанра, изображая театральные представления, концерты, маскарады, но с меньшей иронией и большим морализаторством.
В дальнейшем он обратился к религиозным сюжетам и неоклассическому стилю. В 1778 году он написал серию из 168 небольших «Портретов дожей, догаресс, венецианских патриархов, кардиналов и пап» (Ritratti di dogi, dogaresse, veneti patriarchi, cardinali e pontefici) маслом на меди для библиофила Маффео Пинелли; многие из этих картин утрачены, но некоторые из них встречаются на антикварном рынке.
В 1771 году Франческо Маджотто был назначен мастером живописи (maestro di pittura) Венецианской академии, президентом которой он стал в 1790 году. Среди его учеников были те, кто стал видными деятелями венецианского неоклассицизма, такие как Латтанцио Керена, Джованни Карло Бевилаква, Натале Скьявони и Франческо Айец. В 1796 году Франческо Маджотто был назначен «инспектором общественных картин Венеции» (ispettore alle pubbliche pitture di Venezia) с целью учёта и составления сведений о состоянии картин в общественных зданиях, и эту функцию он выполнял даже в начале французской оккупации.
Маджотто умер в Венеции 13 сентября 1805 года.

## Научная деятельность и «электрическая машина» Маджотто
Маджотто также занимался физикой, в частности электричеством. Сохранились его научные публикации. Из его завещания и автобиографии его ученика Джованни Карло Бевилаква известно, что он создал несколько телескопов и камеру-обскуру. Благодаря своим исследованиям он также стал членом Лондонского королевского общества.
В письме аббату Джузеппе Тоальдо Маджотто изложил свои успехи в области изучения электричества и, в частности, в разработке машины, способной генерировать электрические разряды путём трения (трибоэлектрический эффект). В XVIII веке росло стремление учёных проводить физические эксперименты, в том числе в целях популяризации науки.
Маджотто в своём письме объясняет, как он проводил испытания и вместе со своим братом построил множество моделей электрических машин, способных высвобождать «электрическую жидкость». Его усилия, как и усилия других учёных того времени, сводились к тому, чтобы максимально увеличить электрический разряд и сделать «электрическую машину» полезной. Было проведено множество испытаний, и были построены различные типы машин, в которых использовались цилиндры или диски, при трении заряжавшиеся электростатической энергией; это доказывало физикам того времени, что существует fluio elettrico («электрическая жидкость»), как её тогда называли.
Маджотто также понимал, что «в природе нет такого тела, которое не пропускало бы полностью электрический флюид», то есть все материалы обладают определённой степенью электрического сопротивления и распространяют некоторое количество электричества по воздуху и другими способами. Маджотто сумел сконструировать такую машину, интенсивность электрического разряда которой была намного больше, чем у других, и она достигала отличных результатов даже при неблагоприятных условиях окружающей среды, например, при наличии в атмосфере повышенной влажности.

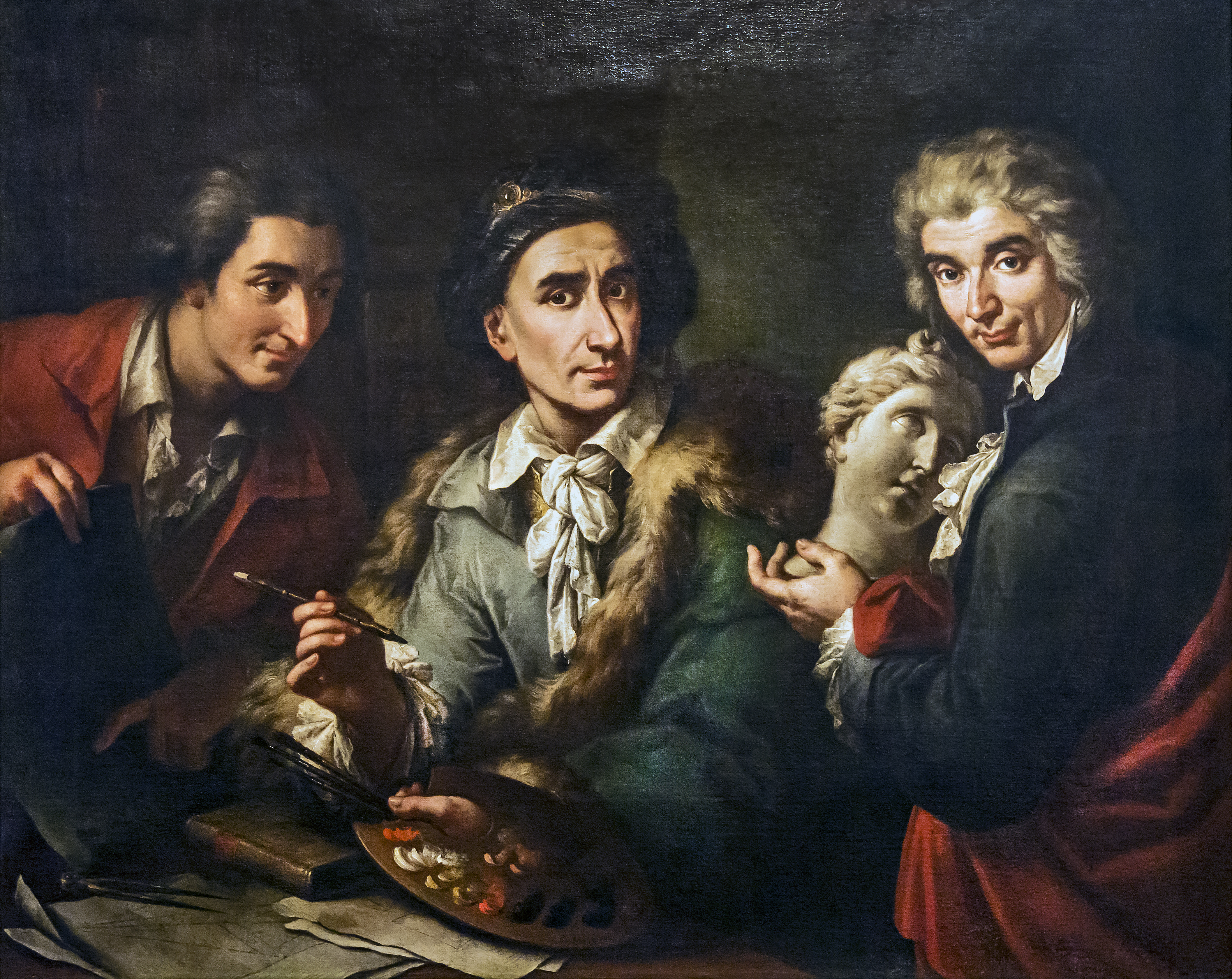
Автопортрет с двумя учениками: Антонио Флорианом и Джузеппе Педрини (Маджотто крайний слева). 1792. Холст, масло. Галерея венецианской Академии
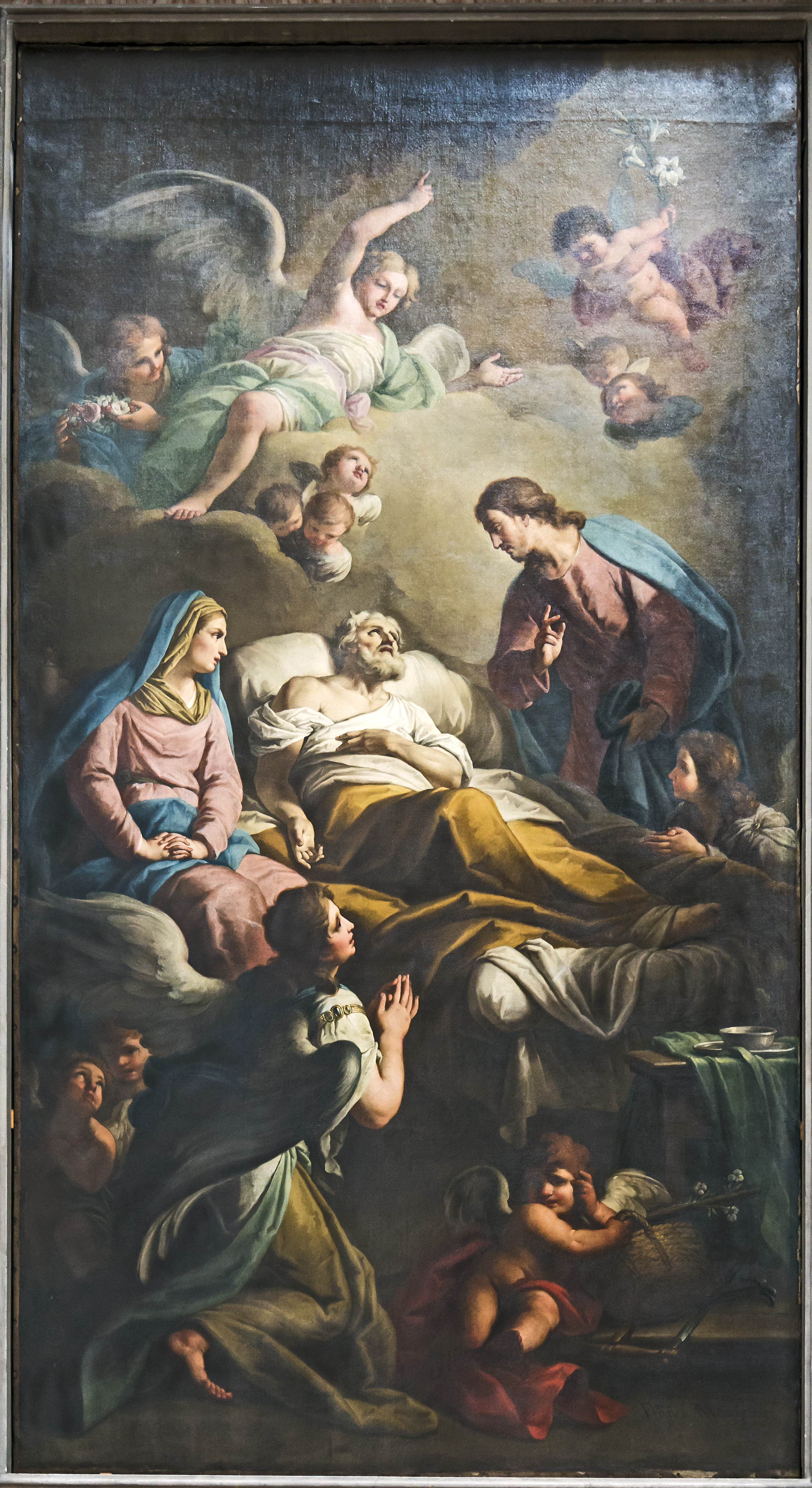
Смерть Святого Иосифа. 1805. Холст, масло. Церковь Сан-Джеремия, Венеция
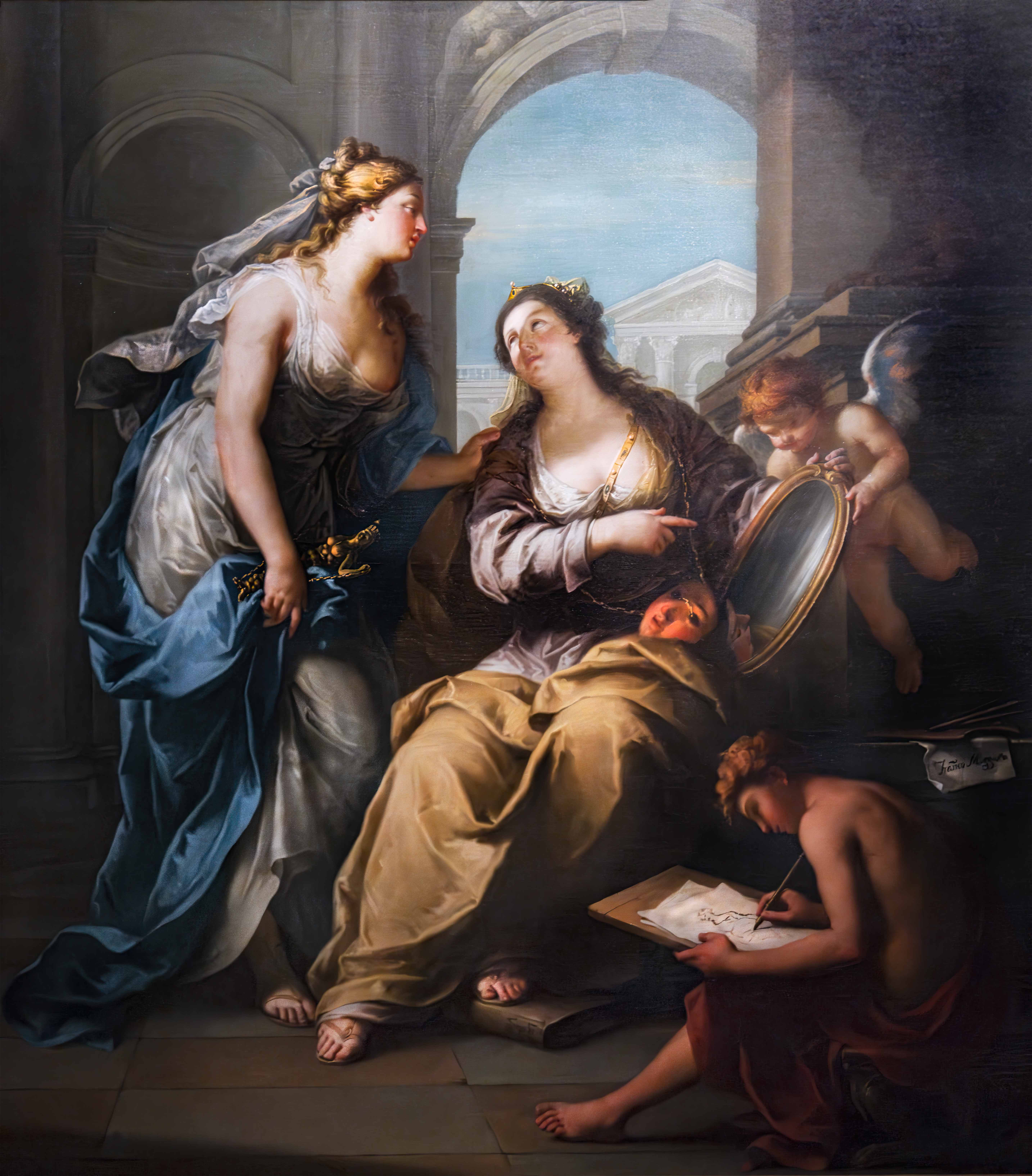
Аллегория живописи. 1768-1769. Холст, масло. Галерея венецианской Академии
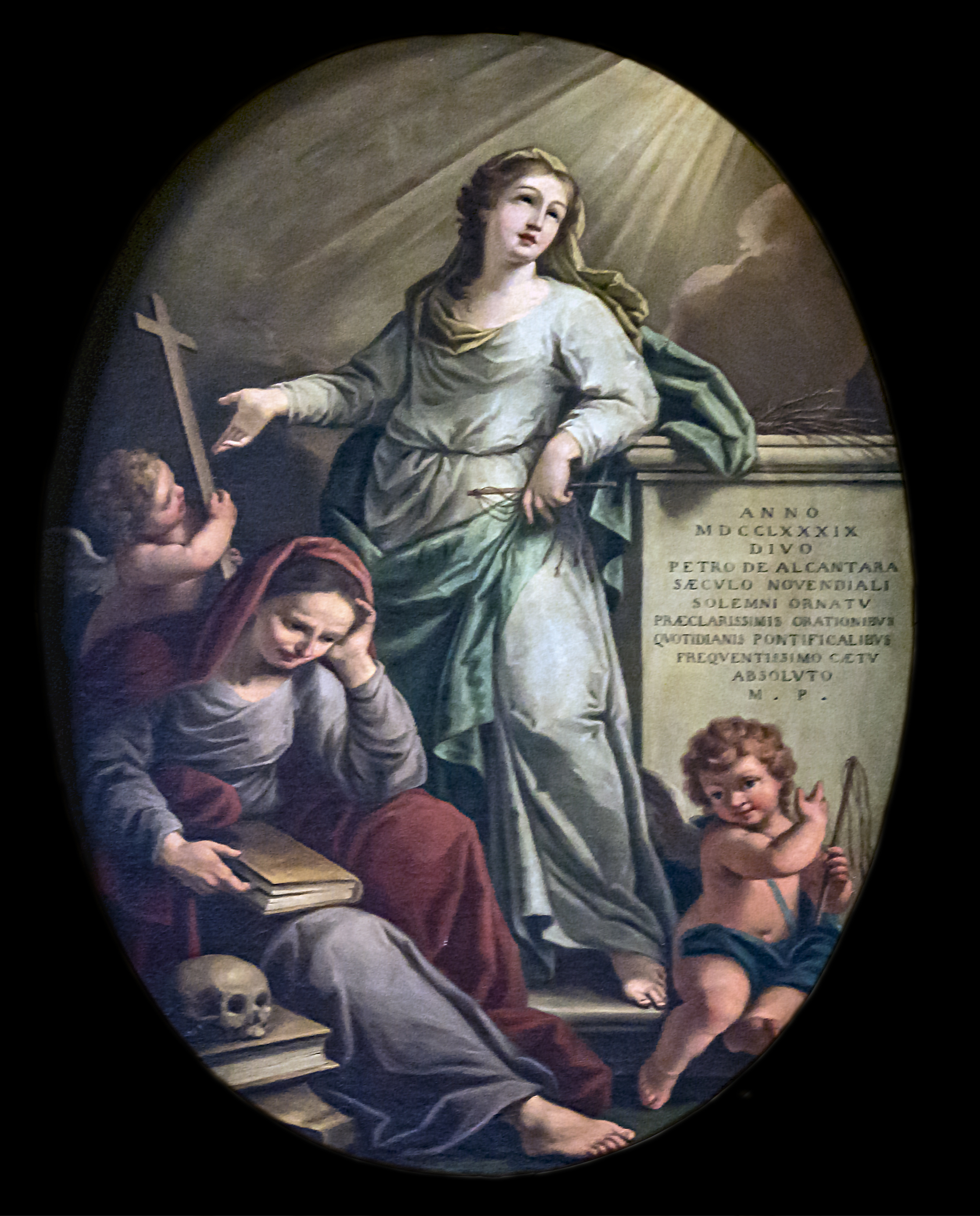
Покаяние и молитва. 1765. Холст, масло. Капелла Джустиниана деи Вескови церкви Сан-Франческо-делла-Винья, Венеция